# Frontones del Templo de Zeus Olímpico (Olimpia)
Los frontones del templo de Zeus en Olimpia son dos conjuntos escultóricos realizados en estilo severo que están expuestos en el museo arqueológico de Olimpia.
El frontón este muestra los preparativos para la carrera de carros entre Pélope y Enómao. El frontón oeste representa el combate entre los centauros y los lápitas, bajo la vigilancia de Apolo, la figura central. Los dos conjuntos están esculpidos en mármol de Paros, excepto algunas piezas del frontón oeste, que están realizadas en mármol pentélico: dos ancianas en el extremo derecho, una joven en el lado izquierdo y el brazo de otra muchacha. Esta diferencia de mármoles indica que se trata de una restauración realizada con posterioridad durante la antigüedad. Los restos de color en las esculturas sugieren que los frontones estaban pintados.

## Frontón este

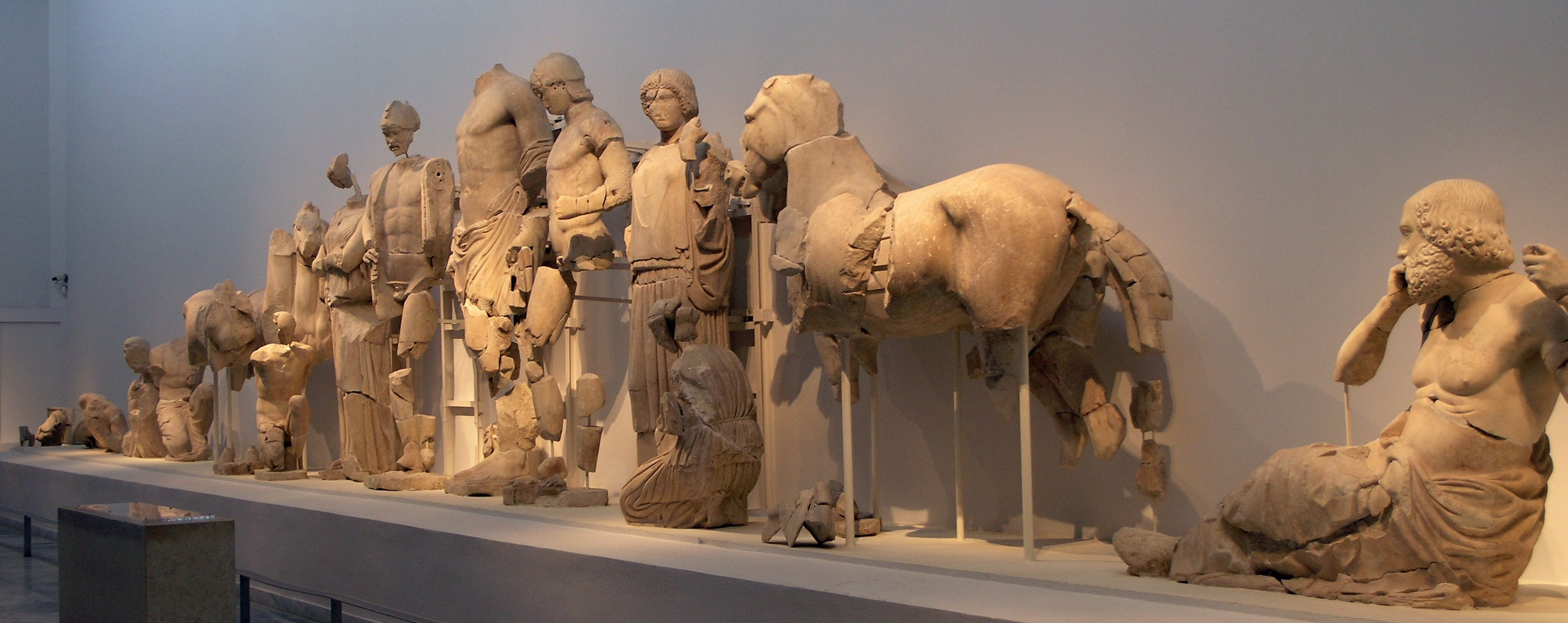
Frontón este (conjunto)

El frontón este, con una anchura de 26,39 metros, una altura máxima de 3,47 metros y un total de 21 estatuas, representa los preparativos para la carrera de carros entre Pélope y Enómao, uno de los mitos fundadores de los Juegos Olímpicos de la Antigüedad. Pausanias la atribuye al escultor Peonio, aunque estudios más recientes hablan del Maestro de Olimpia. El frontón dataría de mediados del siglo V a. C.

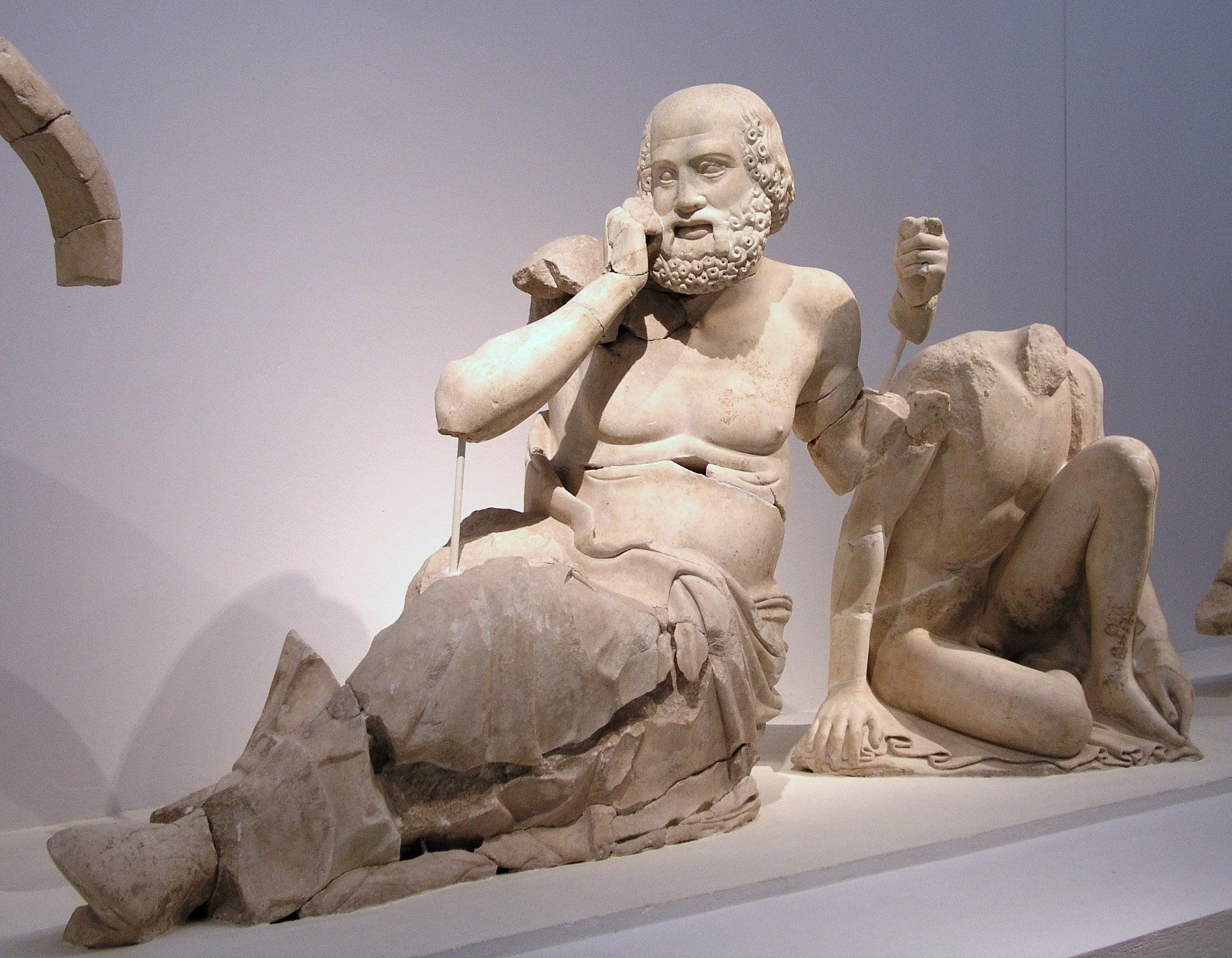
Frontón este: detalle del extremo derecho: un profeta (Clitio, Yamo o Amitaón), cuyo rostro expresa angustia al haber vaticinado el desenlace de la carrera. A su lado, un niño juega con el dedo pulgar de su pie.

Las estatuas están esculpidas a escala 1,5 y son todas de bulto redondo, exceptuando tres de los caballos. Ninguna de las esculturas está completa, y tampoco se han encontrado restos de los carros (realizados en bronce como las armas de los personajes), salvo en el punto donde estaban unidos a los caballos. La ubicación de las figuras se ha decidido en función del lugar donde fueron encontradas durante las excavaciones, lo cual ha originado interpretaciones a veces divergentes y contradictorias.
Las reconstrucciones más recientes proponen como figura central a Zeus, con el rayo en la mano. Supuestamente invisible a los competidores, está girado hacia Pélope, poniéndose por tanto de su parte. A la izquierda de Zeus, Enómao se presenta de pie, con casco en la cabeza y una lanza en la mano, actualmente desaparecida. A su lado está su esposa Estérope, con una mano sobre el mentón, en señal de preocupación. Después se sitúan los caballos de Enómao, a cuyos pies se encuentra una escultura para la cual varían las interpretaciones. Según algunos estudiosos se trataría de un palafrenero desconocido; otros sugieren que es Mirtilo, el auriga de Enómao. A continuación se muestran las figuras de un adivino (Clitio o Amitaón), y de un joven que podría ser nuevamente el auriga Mirtilo. Finalmente, en el ángulo del fontón, una imagen encarna la personificación del río Cládeo, o el Alfeo según otras interpretaciones. 
A la derecha del frontón se halla Pélope, con casco, una lanza en la mano derecha, hoy desaparecida, y un escudo en la mano izquierda, también desaparecido. A su lado aparece Hipodamía, que se convertirá en su futura esposa como premio tras ganar la carrera de carros. La mujer levanta un faldón de su peplo como gesto ritual propio de una recién casada. Arrodillada delante de ella, una joven se ocupa de los caballos. Más a la derecha, un adivino (Clitio, Yamo o Amitaón), muestra la angustia en su rostro al haber vaticinado el desenlace de la carrera. La figura siguiente es la de un niño que juega con el dedo pulgar de su pie. Por último, la personificación del río Alfeo (o Cládeo) forma el ángulo del frontón.

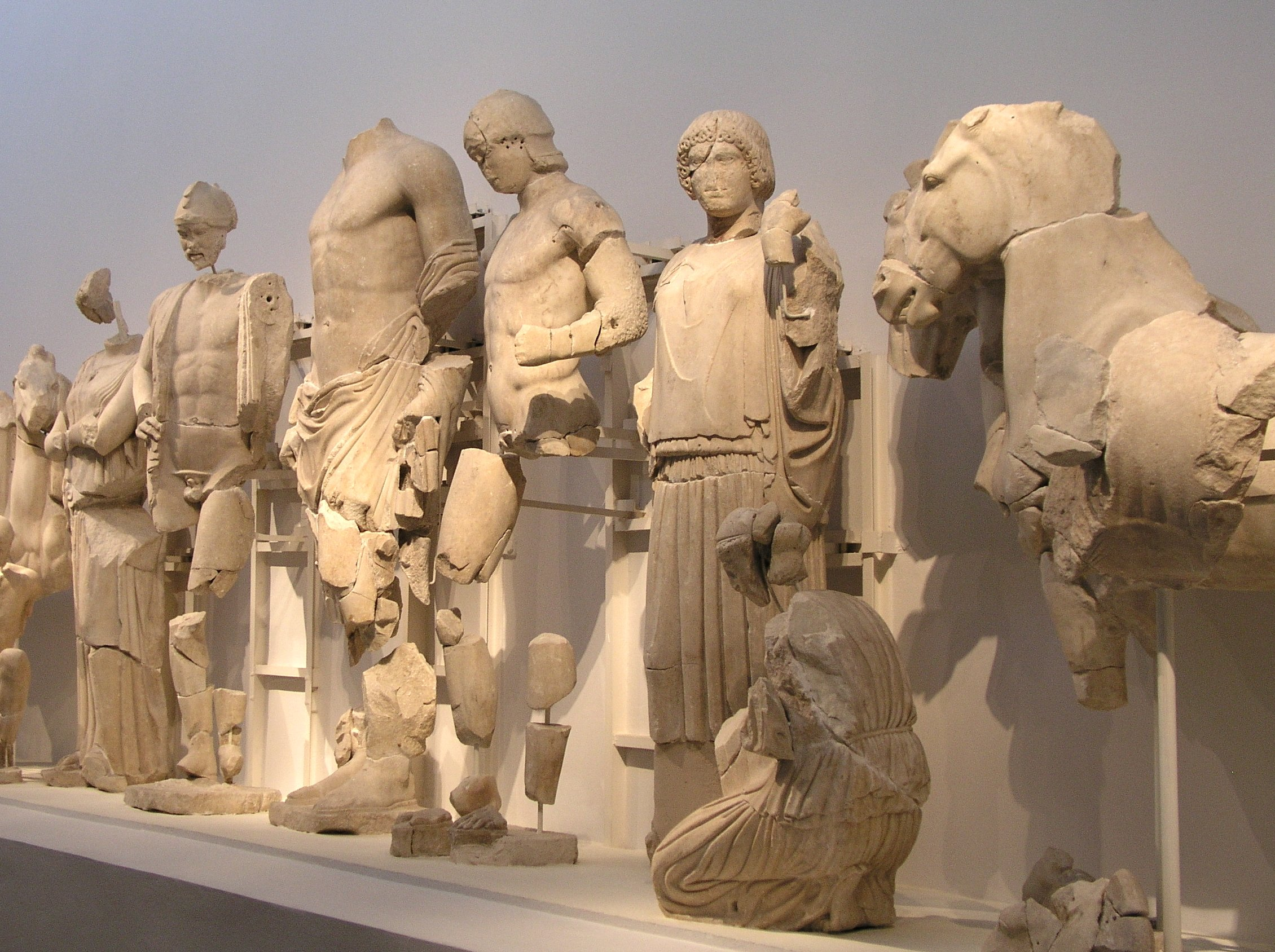
Frontón este, zona central. A la izquierda: Enómao, con casco y una lanza en la mano, hoy desaparecida. A su lado su esposa, Estérope, con una mano en el mentón en señal de preocupación. A continuación los caballos de Enómao. En el centro: Zeus (su cabeza no ha sido encontrada). A la derecha: Pélope, con casco y una lanza en la mano derecha, actualmente desaparecida; y un escudo en la izquierda, también desaparecido. A su lado, su futura esposa y premio de la carrera de carros, Hipodamía, levanta un faldón de su peplo, como gesto ritual de la recién casada. Una joven arrodillada se ocupa de los caballos.
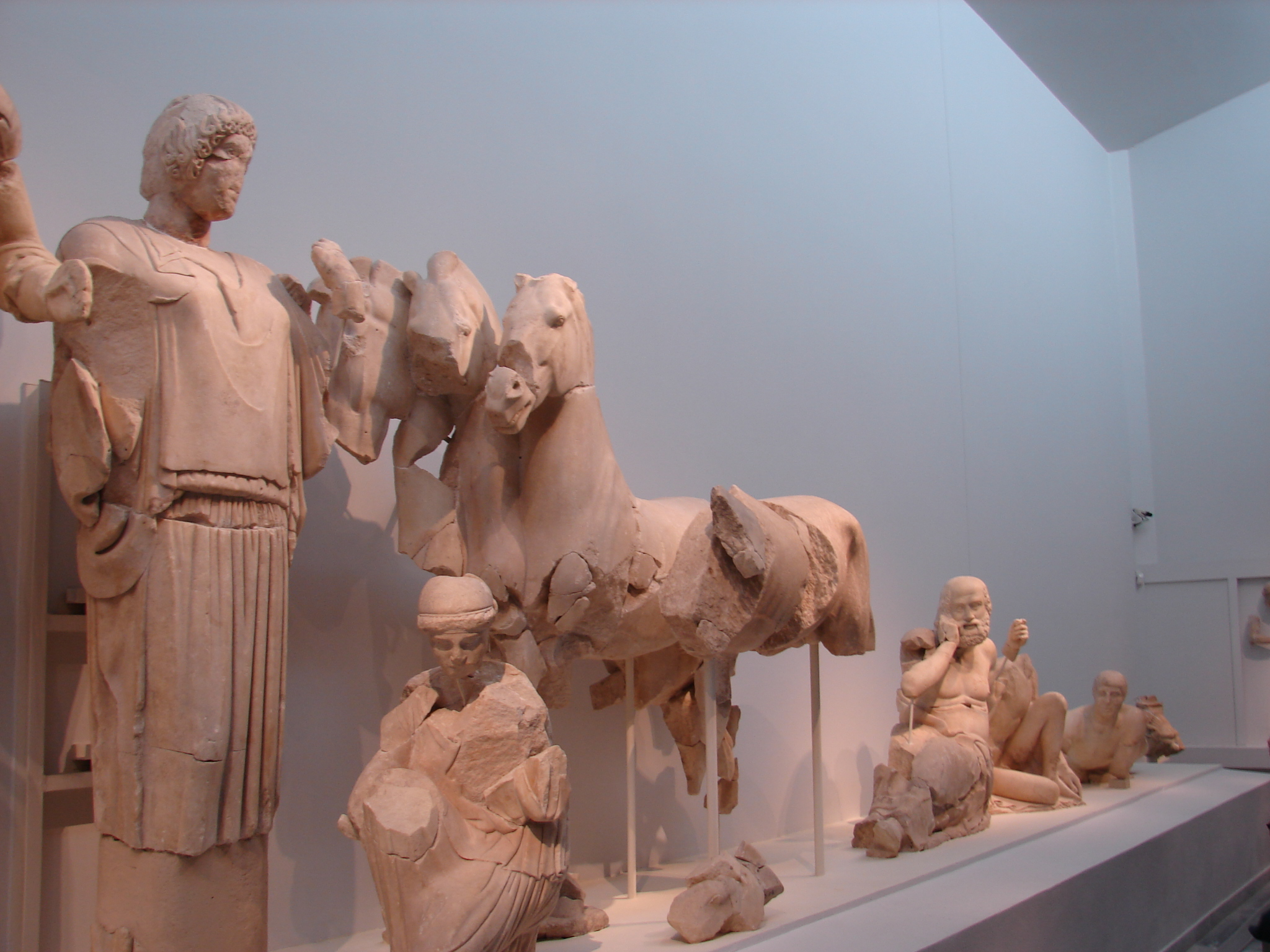
Frontón este, zona derecha. Hipodamía levanta un faldón de su peplo como gesto ritual de la recién casada. Una joven arrodillada se ocupa de los caballos. Un adivino (Clitio, Yamo o Amitaón), muestra en su rostro la angustia al vaticinar el final de la carrera. La figura siguiente es un niño que juega con el dedo pulgar de su pie. Por último, la personificación del río Alfeo (o Kladeos) forma el ángulo del frontón.

## Frontón oeste

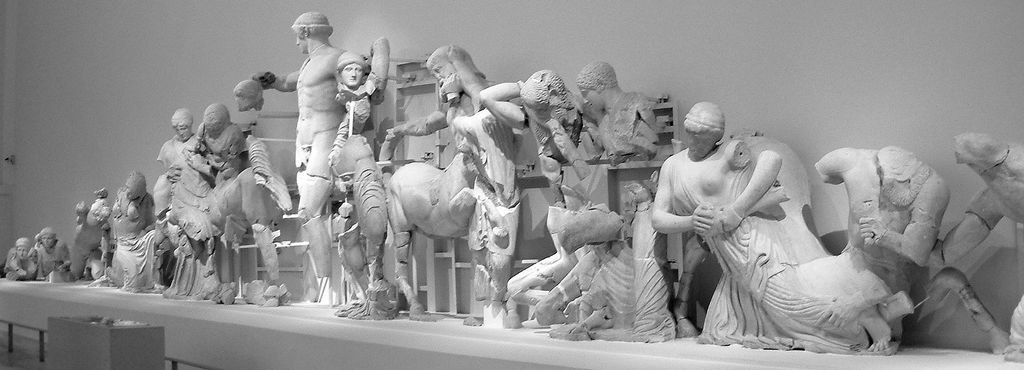
Conjunto del frontón oeste

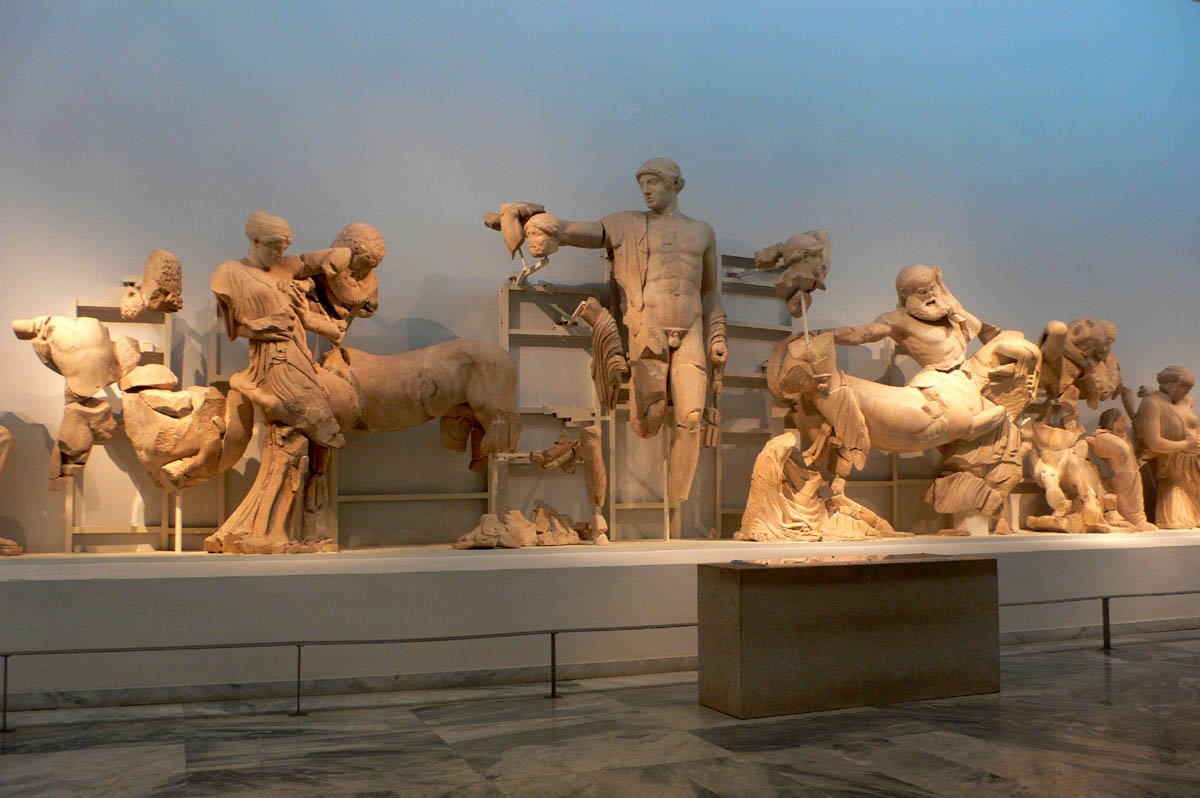
Zona central del frontón oeste

El frontón oeste, atribuido por Pausanias a Alcámenes, escenifica el combate entre los lápitas y los centauros durante el matrimonio de Pirítoo. Tampoco aquí queda ninguna estatua completa. La que representa a Apolo es la mejor conservada.
La figura central muestra al dios Apolo quien, a pesar de haber llegado en ayuda de los lápitas, parece estar por encima de la contienda. El lado derecho, que está en mejores condiciones, presenta primero a Hipodamía agredida por Euritión, a quien Pirítoo se dispone a golpear. A continuación, un joven es atrapado por un centauro. Tras él una mujer lápita, con las ropas rasgadas, se libera de un centauro herido gracias a la espada de otro lápita arrodillado. El ángulo del frontón se completa con dos figuras femeninas. El lado izquierdo propone una escena similar, pero en peor estado de conservación.

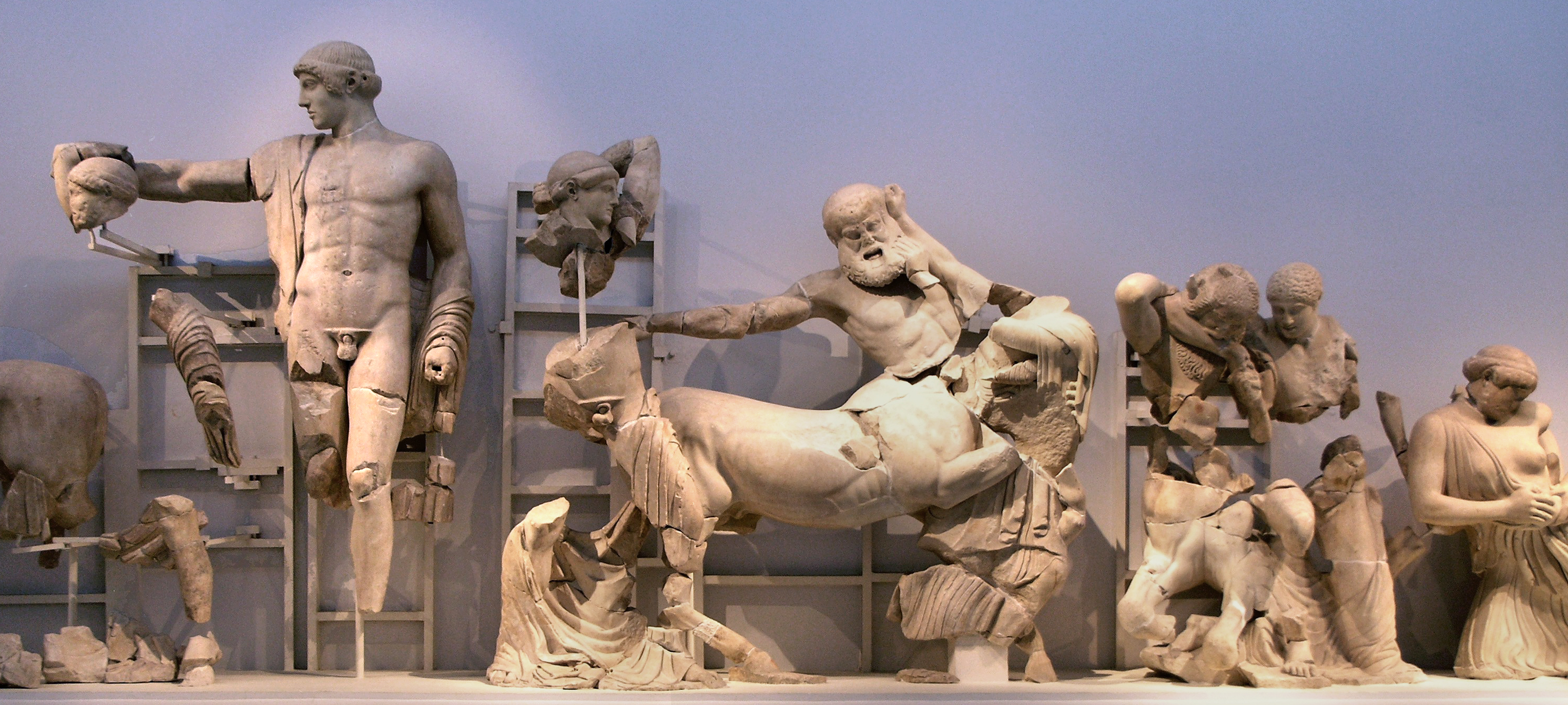
Frontón oeste, lado derecho. De izquierda a derecha: 1. Apolo; 2. Hipodamía agredida por Euritión, a quien Pirítoo se dispone a golpear; 3. Un joven es atrapado por un centauro; 4. Una mujer lápita, con sus ropas rasgadas, se libera de un centauro herido por la espada de un lápita arrodillado.